# Fritz Saxl
Fritz Saxl (Vienne (Autriche), 8 janvier 1890 - Dulwich (Royaume-Uni), 22 mars 1948) est un historien de l'art autrichien, ayant exercé essentiellement à Londres (Royaume-Uni) comme directeur du Warburg Institute.

## Biographie
Fils de Ignaz Saxl, procureur à Vienne, et de Wilhelmine Falk, Fritz Saxl est élevé dans une famille de tradition culturelle juive. Bachelier du Maximilians Gymnasium en 1908, il a pour condisciple l'historien de l'architecture Emil Kaufmann. Saxl étudie l'histoire de l'art et l'archéologie à Vienne (Österreichische Geschichtforschung) sous la direction de Franz Wickhoff, Julius von Schlosser, Max Dvorak) et Berlin, sous la direction d'Heinrich Wölfflin. Il rencontre Aby Warburg en 1911 et achève sa thèse sur Rembrandt l'année suivante, à 22 ans, sous la direction de Dvorak.
En 1912-1913, il est boursier à Rome où il étudie les textes médiévaux, l'astrologie et la mythologie. De retour en Allemagne, il épouse Elise Bienenfeld et entre comme bibliothécaire à la bibliothèque fondée par Warburg à Hambourg. Il adopte la méthode warburgienne d'analyse de la transmission des mythes païens dans l'art et la littérature aux époques médiévale et renaissante. Il fait paraître son premier ouvrage sur les manuscrits d'astrologie en 1915.
Durant la première guerre mondiale, Saxl est mobilisé comme lieutenant dans l'armée austro-hongroise, servant en Italie. En 1918-1919, il sert comme professeur aux armées, puis retourne à la bibliothèque Warburg.
Proche d'Aby Warburg, il a dirigé la bibliothèque Warburg de Hambourg pendant les périodes d'empêchement du fondateur et a mené à bien son transfert à Londres après l'arrivée au pouvoir des nazis.

### Ouvrages et articles
- Rembrandt Studien, Université de Vienne, 1912
- Verzeichnis astrologischer und mythologischer illustrierter Handschriften des lateinischen Mittelalters, vol. 1, Heidelberg : C. Winter, 1915, vol. 2, Heidelberg : C. Winter, 1927, [vol. 3 and 4 parus en anglais]. Saxl, Fritz et Meier, Hans, et Bober, Harry, et McGurk, Patrick, Catalogue of Astrological and Mythological Illuminated Manuscripts of the Latin Middle Ages, vol. 3 et vol. 4, Londres : Warburg Institute, 1953-66
- Saxl, Fritz (éd.), Vorträge der Bibliothek Warburg, Leipzig: B. G. Teubner, 1923-1932
- Saxl, Fritz et Panofsky, Erwin, Dürer's "Melancholia I": Eine quellen- und typengeschichtliche Untersuchungen. Leipzig-Berlin : B. G. Teubner, 1923. Revue et trad. en anglais : Saturn and Melancholy: Studies in the History of Natural Philosophy, Religion and Art, éd. revue avec la collaboration de Raymond Klibansky, Londres : Nelson, 1964
- Frühes Christentum und spätes Heidentum in ihren künstlerischen Ausdrucksformen. Numéro spécial du Wiener Jahrbuch für Kunstgeschichte, vol. II (XVI). Vienne : Krystall-Verlag, 1925
- Mithras, typengeschichtliche Untersuchungen, Berlin : Heinrich Keller, 1931
- Saxl, Fritz et Panofsky, Erwin, "Classical Mythology in Medieval Art", Metropolitan Museum Studies, vol. 4, 1932-1933, p. 228-280
- La fede astrologica di Agostino Chigi: interpretazione dei dipinti di Baldassare Peruzzi nella sala di Galatea della Farnesina, Rome : Reale accademia d'Italia, 1934
- "Rembrandt's Sacrifice of Manoah", Studies of the Warburg Institute, vol. 9, Londres : The Warburg Institute, 1939
- "The Battle Scene without a Hero", Journal of the Warburg and Courtauld Institutes, vol. 3, 1939-40, p. 70-87
- "The Ruthwell Cross", Journal of the Warburg and Courtauld Institutes, vol. 6, 1943, p. 1-19
- Saxl, Fritz et Wittkower, Rudolf, British Art and the Mediterranean, New York, Oxford University Press, 1948
- English Sculptures of the Twelfth Century, Londres : Faber and Faber, 1954

### Cours
- London : Warburg Institute, University of London, 1957
- A Heritage of Images: A Selection of Lectures by Fritz Saxl, introd. par E. H. Gombrich, Harmondsworth, Middlesex : Penguin, 1970, 2 vol.
- "The History of Warburg's Library", dans E. H. Gombrich, Aby Warburg, 2e ed, Oxford: Phaidon Press, 1986, p. 325-338